# Biomagnifikation

Biomagnifikation av gifter i en näringskedja. Prickarna representerar organiska molekyler som finns i varje trofisk nivå. Korsen representerar kvicksilvret som finns i varje trofisk nivå. Koncentrationen av prickar är ungefär samma på varje trofisk nivå, men koncentrationen av kors ökar med varje trofisk nivå.

Biomagnifikation, även känt som bioamplifikation eller biologisk magnifikation, är en koncentrationsökning av ett ämne, såsom DDT, i en näringskedja.

## Ämnen som biomagnifierar sig
Det finns två huvudgrupper av ämnen som biomagnifierar sig. Båda är lipofila och svårnedbrytbara. Nya organiska föreningar är svårnedbrytbara eftersom organismer inte tidigare har utsatts för dessa och har således inte evolverat något avgiftnings- och avsöndringssystem för dessa, eftersom det inte har funnits något selektionstryck från dem. Dessa ämnen är således kända som långlivade organiska föroreningar, eller POPs efter engelskans 'persistent organic pollutants'.
Metaller är ej nedbrytbara eftersom dessa är grundämnen. Organismer, särskilt de som kan utsättas för naturligt höga halter av metaller, har mekanismer för att isolera och avsöndra metaller. Problem uppstår när organismer utsätts för högre koncentrationer är vanligt. Då kan de inte avsöndra metallerna tillräckligt fort för att förhindra skador. Dessa metaller överförs då till organiska former.

### Nya organiska ämnen
- DDT
- Hexaklorbensen (HCB)
- Polyklorerade bifenyler (PCB)
- Toxafen
- Metylkvicksilver

### Oorganiska ämnen
- Arsenik
- Kadmium
- Kvicksilver